# Francis Reusser
Francis Reusser (Vevey, 1º dicembre 1942 – Bex, 10 aprile 2020) è stato un regista, sceneggiatore e attore svizzero.

## Filmografia

### Regista
- Quatre d'entre elles [1968)
- Vive la mort (1969)
- Le grand soir (1976)
- Seuls (1981)
- Deborence (1985)
- La loi sauvage (1988)
- Visages suisses - documentario (1991)
- Jacques & Françoise (1991)
- La guerre dans le Haut Pays (1999)
- Les vacances de Romaine - film TV (1999)
- Histoires de fête - film TV (2000)
- Voltaire et l'affaire Calas - film TV (2007)
- Zermatt, les Alpes en mouvement - documentario TV (2007)

### Sceneggiatore
- Vive la mort, regia di Francis Reusser (1969)
- Jacques & Françoise, regia di Francis Reusser (1991)
- La guerre dans le Haut Pays, regia di Francis Reusser (1999)

### Attore
- Quatre d'entre elles, regia di Francis Reusser (1968)
- Charles mort ou vif, regia di Alain Tanner (1969)
- Le retour d'Afrique, regia di Alain Tanner (1973)
- Jonas che avrà 20 anni nel 2000 (Jonas qui aura 25 ans en l'an 2000), regia di Alain Tanner (1976)

### Montatore
- Vive la mort, regia di Francis Reusser (1969)
- Deborence, regia di Francis Reusser (1985)

### Direttore della fotografia
- Partir, Rester - documentario, regia di Emmanuelle de Riedmatten (2011)